# Precetti coniugali
I Precetti coniugali (o Coniugalia praecepta) sono un'opera di Plutarco, nella quale egli indica quali azioni si devono compiere per mantenere un perfetto matrimonio. 

## Struttura
Rivolgendosi agli amici Polliano ed Euridice, Plutarco inizia dando alcuni veloci riferimenti eruditi sui costumi nuziali in Grecia e afferma, poi, che il matrimonio migliore si fonda sulla comunanza di intenti e sull'emulazione, sicché uno sposo di condizione inferiore alla moglie dovrà sentirsi spinto a migliorare se stesso, non a umiliare la sposa, mentre la donna saprà discretamente prendere esempio dal marito, senza esagerare.
Plutarco non era solo teorico in queste materie, in quanto egli stesso era felicemente sposato, come si nota dalla sua lettera alla moglie.
Il breve saggio, ricco di aneddoti e citazioni per i due giovani sposo, è incluso nel Catalogo di Lampria ed è citato frequentemente da scrittori successivi, come Stobeo, ad esempio, nel suo Florilegio e San Girolamo.